# Gemene Meers
Gemene Meers is een natuurreservaat in de Vlaamse Ardennen in Zuid-Oost-Vlaanderen. Het natuurgebied ligt op het grondgebied van de stad Geraardsbergen aan de Dender tussen De Gavers en het centrum van deelgemeente Grimminge. 

## Landschap
De Gemene Meers bestaat uit 60 hectare meersland met valleibossen, wilgenstruweel, moerassige delen en enkele populieraanplanten. 

## Fauna
In het reservaat komen onder meer voor: kievit, steenuil, kramsvogel, sperwer, ijsvogel, groene specht en kleine bonte specht. Vooral bij winterse overstromingen is de Gemene Meers een trekpleister voor vooral watervogels: bergeend, pijlstaart, smient, wintertaling en zomertaling, slobeend, krakeend, kuifeend, tafeleend. Ook steltlopers zoals kievit, kleine plevier, watersnip, grutto, witgat, groenpootruiter, tureluur en kemphaan komen er voor.